# 喜剧广场

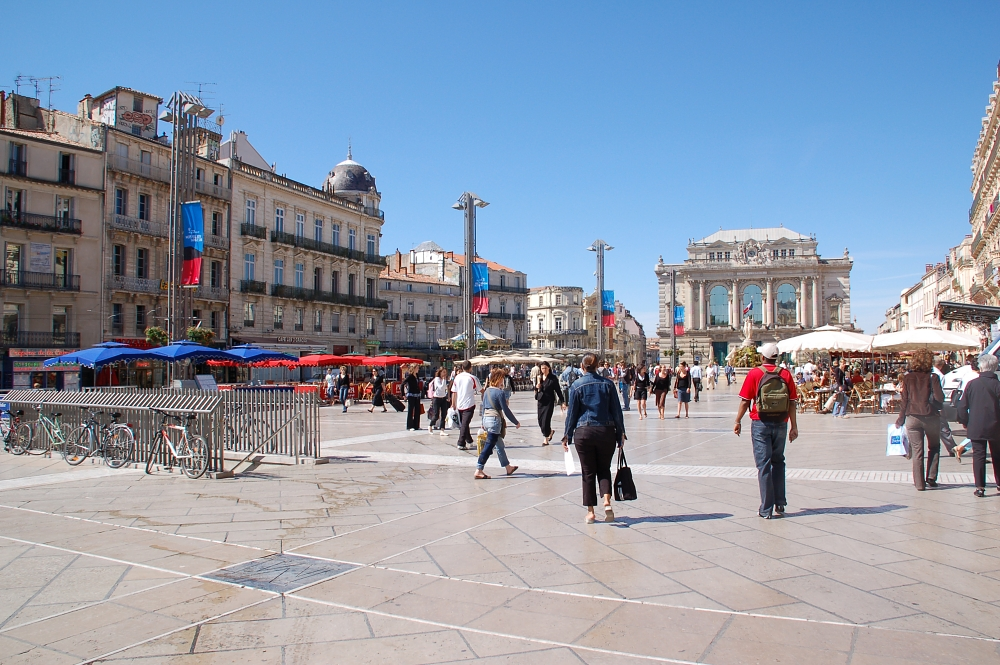
喜剧广场

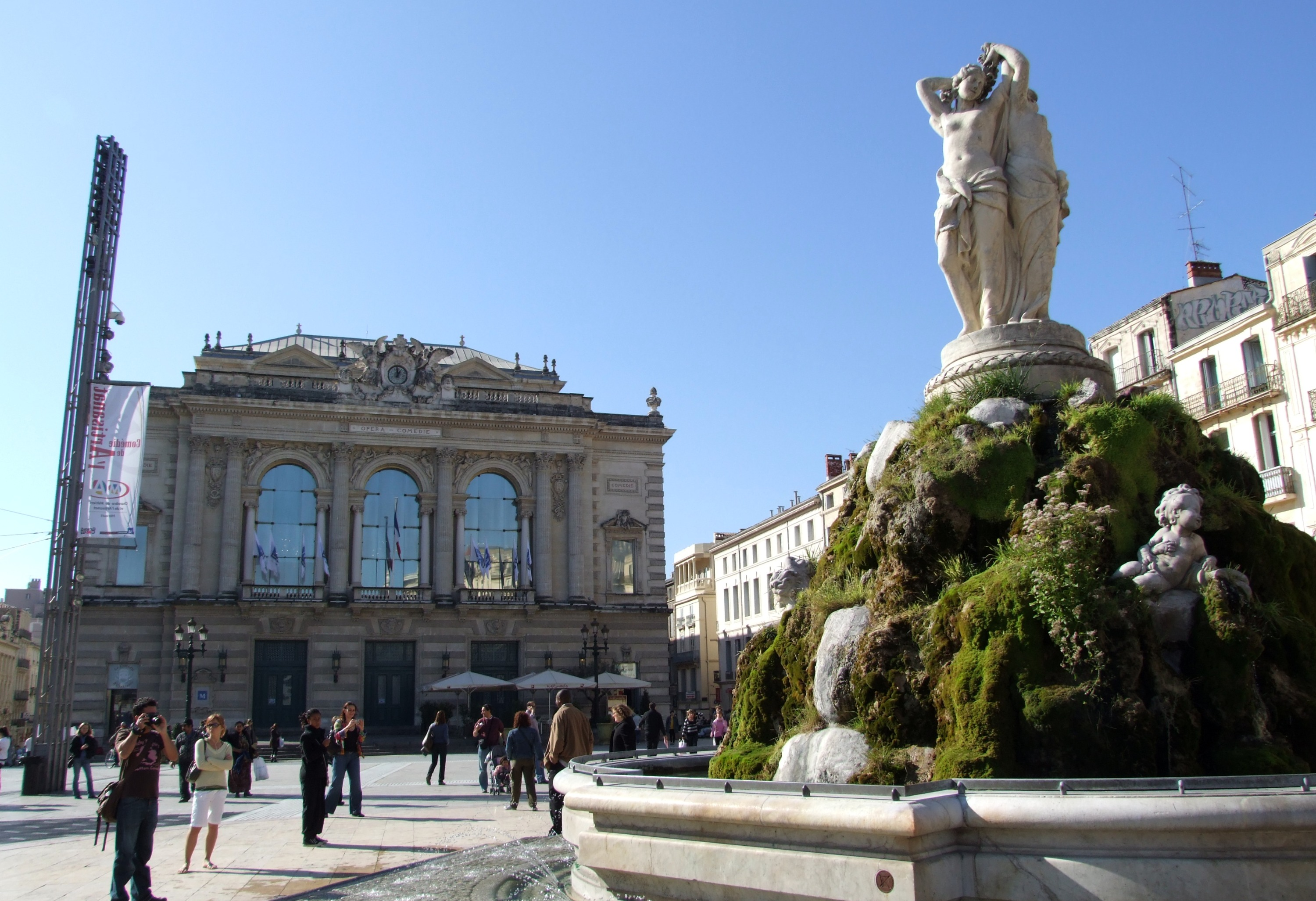
喜剧院和三女神喷泉

喜剧广场（Place de la Comédie）是法国南部埃罗省省会蒙彼利埃的主要聚焦点。它位于市中心东南部，43°36′31.19″N 3°52′47.63″E / 43.6086639°N 3.8798972°E，从前曾是城市的防御工事所在地。

## 历史
这个广场是在1755年第一次提到，以设在那里的喜剧院命名，喜剧院在1785年和1855年被烧毁。
19世纪中叶，火车总站（Gare de Montpellier Saint-Roch）兴建在南面200米外，这个广场成为蒙彼利埃的主要焦点。当时，前往附近的帕拉瓦莱弗洛（Palavas-les-Flots）海滩的小火车在广场停靠。 

## 位置
在广场中央是三女神喷泉，是雕塑家建艾蒂安德安东尼在1790年的作品。1989年，原作陈列在法布尔博物馆，但在博物馆整修时，又迁到位于广场上的喜剧院。 
广场的东北角衔接戴高乐公园（Esplanade de Charles de Gaulle），通往乔鲁姆Corum ，巨大的混凝土和花岗岩建筑群。在东南角，衔接霞飞中学，前身是蒙彼利埃城堡。